# 斯莫爾貢區
斯莫爾貢區（羅馬化：Smorgonskiy rayon）是白俄羅斯西北部格羅德諾州的一個區，行政中心为斯莫爾貢，面積1,490.01平方公里，2009年人口55,296，人口密度每平方公里37.17人。